# Cory Band

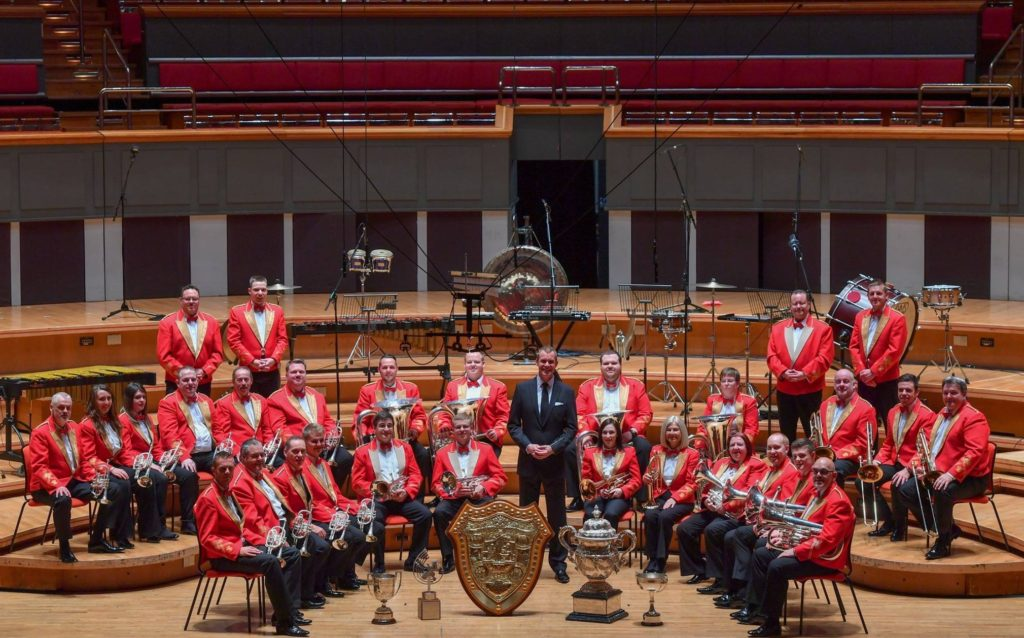
Die Cory Band die einen Grand Slam aller britischer Majortitles in 2016 errungen hat.

Die Cory Band ist eine der ältesten und bekanntesten Blaskapellen der Welt und wurde 1884 im Rhondda Valley gegründet. Ihr Ziel ist es, Musik zu kreieren, die "prickelt, sich bewegt und das Leben bestätigt".

## Geschichte und Herkunft
Die Cory Band kommt aus dem Rhondda Valley in Wales. Sie wurde 1884 gegründet und trug ursprünglich den Namen "Ton Temperance", ein Hinweis auf die damalige Temperance-Bewegung in den Tälern von Südwales. Im Jahr 1895 hörte Sir Clifford Cory, Vorsitzender von Cory Brothers, die Band und bot an, finanzielle Unterstützung für sie zu leisten, was zur Namensänderung der Band in "Cory" führte. 1920 erlangte die Band den Meisterschafts-Status und drei Jahre später war sie angeblich die erste Blaskapelle, die eine Rundfunkdarbietung gab. Eine bedeutende Ehre wurde der Band 1976 zuteil, als sie ausgewählt wurde, Wales und die Brass-Band-Bewegung im Rahmen der Feierlichkeiten zum zweihundertsten Jahrestag auf einer Tournee durch die USA zu vertreten.

## Titel und Auszeichnungen
- National Champions - 1974, 1982, 1983, 1984, 2000, 2013, 2015, 2016, 2019
- British Open Champions - 2000, 2002, 2007, 2009, 2011, 2016, 2018, 2019
- European Champions - 1980, 2008, 2009, 2010, 2013, 2016, 2019
- Brass In Concert Champions - 2008, 2012, 2013, 2015, 2016
- World Music Contest Champions 2009–2012
- Band Cymru Champions 2014, 2016, 2018